# Швидница
Швиднѝца (на полски: Świdnica; на немски: Schweidnitz; на чешки: Svídnice) е град в Югозападна Полша, Долносилезко войводство. Административен център е на Швиднишки окръг, както и на селската Швиднишка община, без да е част от нея. Самият град е обособен в самостоятелна градска община с площ 21,76 км2.

## География
Градът се намира в историческата област Долна Силезия. Разположен е край река Бистшица югозападно от Вроцлав и североизточно от Валбжих.

## История
В периода 1975 – 1998 г. е в състава на Валбжихското войводство.

## Население
Населението на града възлиза на 57 671 души (2017 г.). Гъстотата е 2650 души/км2.
Демография
- 1939 – 39 052 души
- 1946 – 21 448 души
- 1960 – 39 078 души
- 1970 – 47 673 души
- 1978 – 54 900 души
- 1988 – 62 184 души
- 1997 – 65 167 души
- 2002 – 61 189 души
- 2009 – 59 754 души
- 2017 – 57 671 души

## Личности
Родени в града
- Анна Верблинска – полска волейболистка, националка
- Катажина Глинка – полска актриса
- Бартош Хузарски – полски колоездач
- Йежи Крамарчик – полски актьор
- Алберт Нейсер – немски лекар

## Градове партньори
- Биберах ан дер Рис, Германия
- Police nad Metují, Чехия
- Трутнов, Чехия
- Казинцбарцика, Унгария
- Dystrykt Tendring, Великобритания
- Нижин, Украйна
- Ивано-Франкивск, Украйна
- Швенчиниски район, Литва

## Фотогалерия
- Църква „Св. Станислав и Св. Вацлав“
- Улица „Ягелонска“
- Църква „Св. Барбара“
- Главният площад